# Matías Falchetti
Matías Falchetti (* 27. Oktober 2000) ist ein argentinischer Leichtathlet, der sich auf den Sprint spezialisiert hat.

## Sportliche Laufbahn
Erste Erfahrungen bei internationalen Meisterschaften sammelte Matías Falchetti im Jahr 2016, als er bei den U18-Südamerikameisterschaften in Concordia in 23,05 s den achten Platz im 200-Meter-Lauf belegte. 2022 gelangte er bei den U23-Südamerikameisterschaften in Cascavel mit 47,03 s auf Rang vier im 400-Meter-Lauf, siegte in 3:04,39 min mit der argentinischen 4-mal-400-Meter-Staffel und sicherte sich in der 4-mal-100-Meter-Staffel in 39,99 s die Bronzemedaille hinter den Teams aus Kolumbien und Brasilien.
2022 wurde Falchetti argentinischer Meister im 200-Meter-Lauf.

## Persönliche Bestzeiten
- 200 Meter: 21,44 s (+1,1 m/s), 11. April 2021 in Concepción del Uruguay
- 400 Meter: 47,03 s, 30. September 2022 in Cascavel